# Steele (Alabama)
Steele è un comune degli Stati Uniti d'America di 1 093 abitanti, situato nella parte nordorientale della contea di Saint Clair, nello Stato dell'Alabama.